# Eclipse lunar de 18 de novembro de 1975
| Eclipse Lunar Total 18 de novembro de 1975        | Eclipse Lunar Total 18 de novembro de 1975 |
| ------------------------------------------------- | ------------------------------------------ |
| A Lua mergulhou na sombra da Terra em 40 minutos. |                                            |
| Gamma                                             | -0,4134                                    |
| Saros (e membro)                                  | 135 (21 de 71)                             |
| Sequência de eclipses lunares                     |                                            |
| Anterior                                          | 25 de maio de 1975                         |
| Próximo                                           | 13 de maio de 1976                         |
| Duração (hr:mn:sc)                                |                                            |
| Penumbral                                         | 5:52:13                                    |
| Parcial                                           | 3:29:02                                    |
| Total                                             | 40:11                                      |
| Fases e Horários do Eclipse (UTC)                 |                                            |
| P1                                                | 19:27:17                                   |
| U1                                                | 20:38:56                                   |
| U2                                                | 22:03:21                                   |
| Máximo                                            | 22:23:26                                   |
| U3                                                | 22:43:33                                   |
| U4                                                | 0:07:58 (19 de novembro)                   |
| P4                                                | 1:19:30 (19 de novembro)                   |

O eclipse lunar de 18 de novembro de 1975 foi um eclipse total, o segundo e último de dois eclipses lunares do ano. Teve magnitude penumbral de 2,1352 e umbral de 1,0642. Teve duração total de 40 minutos.
Um eclipse total raso viu a Lua em relativa escuridão por 40 minutos e 12 segundos. A Lua tinha 6% de seu diâmetro na sombra umbral da Terra, e possivelmente adquiriu uma tonalidade vermelha-alaranjada brilhante, mais escuro ao sul e visivelmente mais brilhante ao norte, que estava mais próxima da borda umbral. O eclipse parcial durou 3 horas e 29 minutos no total.	
A Lua mergulhou dentro da metade sul da sombra da Terra, em nodo descendente, dentro da constelação de Touro.

## Série Saros
Eclipse pertencente ao ciclo lunar Saros de série 135, sendo este de número 21, totalizando 71 eclipses da série. O eclipse anterior do ciclo foi o eclipse total de 7 de novembro de 1957, e o eclipse seguinte será com o eclipse total de 29 de novembro de 1993.

## Visibilidade
Foi visível nas Américas, Europa, África, Ásia e oeste da Oceania.
| Região do planeta onde foi visível durante o máximo do eclipse - 22:23 UTC. O Chade, obteve a melhor observação do meio do eclipse, de onde foi visível à meia-noite. |
| Mapa de visibilidade do eclipse |